# Giuseppe Albertotti
Giuseppe Albertotti (Calamandrana, 1851 – Modena, 1936) è stato un medico italiano.

## Biografia
Giuseppe Albertotti è stato uno dei discendenti dell'antica famiglia Albertotti di Nizza Monferrato. Gli Albertotti erano conosciuti per l'attività di speziali, quindi di farmacisti. Suo padre Giovanni Albertotti è conosciuto per essere stato il medico personale di Don Bosco.
Giuseppe Albertotti è cresciuto in un ambiente pieno di stimoli e ha studiato medicina specializzandosi in oftalmologia. 
Allievo a Torino di Carlo Reymond, fu chiamato a dirigere la Clinica Oculistica di Modena e, nel 1905, quella di Padova.
Fu il medico curante di Gabriele D'Annunzio dopo il noto incidente aereo che lesionò un occhio del poeta. Tra i due nacque un buon rapporto e l'Albertotti pubblicò una descrizione del caso medico e altri aspetti più personali del D'Annunzio.
Albertotti ha un qualche rilievo anche negli studi di storia dell'ottica e dell'oculistica, avendo tracciato le vicende dell'opera scientifica del citato Carlo Reymond, di Niccolò Manfredi, nonché compiendo vari studi sulla storia degli occhiali. Alla sua morte ha devoluto la sua raccolta di libri antichi a due università italiane, una delle quali è l'Università di Padova.
Ha fondato la Società di Oftalmologia Italiana, e ha scritto numerosi saggi di storia di ottica,, rivendicando la paternità degli occhiali a Venezia.
Ha studiato infine la figura di Giulio Cesare Cordara dei conti di Calamandrana, abbinando agli studi di oftalmologia a quelli di storia locale.
È stato sepolto nella nativa Calamandrana con Eleonora Amici Grossi, sua compagna e discendente del famoso astronomo, ottico e naturalista Giovanni Battista Amici. Nello specifico Eleonora era figlia di Valentino Amici Grossi e di Alma Minghetti, quindi nipote del politico e Presidente del Consiglio Marco Minghetti.
La sua biblioteca, preziosa perché costituita da testi di oculistica e storia degli occhiali, è conservata presso la Biblioteca universitaria di Padova, nel Fondo a lui intitolato.

## Opere
- Osservazioni sopra i dipinti per rilevare alterazioni nella funzione visiva degli artisti, Modena, Monetti, 1889
- Giuseppe Albertotti, Manoscritto francese del secolo decimosettiomo riguardante l'uso degli occhiali, Modena, Societa Tipografica Antica Tipografia Soliani, 1892.
- I codici di Napoli e del Vaticano e il codice Boncompagni ora Albertotti ..., 1907.
- "L'opera oftalmojatrica di Benvenuto nei codici, negli incunabuli et nelle edizioni moderne," Memorie della R. Accademia di Scienze Lettere ed Arti di Modena (sezione di lettere), ser. 2, vol. 12, parte 1a (1896), 27-101 [also published separately 1897].
- "Benvenuti Grassi Hierosolimitani doctoris celeberrimi ac expertissimi de ocvli eorvmque egritvdinibvs et cvris. Incunabulo ferrarese dell'anno MCCCCLXXIIII," Annali di Ottalmologia 26 (1897), 1-60.
- "I codici Riccardiano Parigino ed Ashburnhamiano dell'opera oftalmojatrica di Benvenuto," Memorie della R. Accademia di Scienze, Lettere ed Arti di Modena (sezione di lettere), ser. 3, vol. I (1898), 3-88.
- "I codici napoletano, vaticani e Boncompagni ora Albertotti dell'opera oftalmojatrica di Benvenuto," Memorie della R. Accademia di Scienze, Lettere ed Arti di Modena (sezione di lettere), ser. 3, vol. 4, (1902), iii-xiv, 1-166. [Pages 10–147, the texts of the four manuscripts, published separately (1901) under the same title; pages iii-xiv, 1-9, 148-66 (i.e., all material except the texts of the four manuscripts) published separately (1903) under the title I codici di Napoli e del Vaticano e eil codice boncompagni ora Albertotti reguardanti la opera oftalmojatrica di Benvenuto con alcune considerazioni e proposte intorno all'abbassamento della catararatta.
- "Il libro delle affezioni oculari di Jacopo Palmerio da Cingoli ed altri scritti di oculistica, tratti da un codice del secolo XV di Marco Sinzanogio da Sarnono," Memorie della R. Accademia di Scienze, Lettere ed Arti di Modena (sezione di lettere), ser. 3, vol. 6 (1906), 3-80. (pubblicato in parte nel 1904)
- Giuseppe Albertotti (a cura di), Nove lettere di Giulio Cesare Cordara all'abate Fabrizio Carafa, Atti del Reale Istituto veneto di scienze, lettere ed arti. Parte seconda. Tomo 82., Venezia, Presso la Segreteria dell'Istituto, 1923,  pp. 1051-1104.